# Ragbi klub Nada
Il Ragbi Klub Nada ("Associazione rugbistica Speranza"; abbreviato in R.K. Nada) è una società di rugby di Spalato fondata il 23 febbraio 1959.

## Storia
Il 23 febbraio 1959 nacque uno dei club sportivi più titolati di Spalato e della Croazia. L'idea di fondare il club fu partorita sulla famosa spiaggia di Spalato a Bačvice (in italiano Botticelle).
Così nel febbraio del 1959 alla carica di primo presidente della Nada fu eletto Emil Oštrić, che rimase a ricoprire questo ruolo per ben 15 anni.
La squadra spalatina di rugby disputò il suo primo incontro il 1º dicembre 1959 quando ospitarono il HARK Mladost, la partita si concluse con una sconfitta.
La sala trofei del club, Sala Trofei "Mihovil Radja", prese il nome da uno dei membri più prestigiosi per l'appunto Mihovil Radja il quale dedicò tutta la sua vita per il club dapprima come giocatore poi come allenatore, presidente e dirigente sportivo dedicandosi in toto allo sviluppo del rugby spalatino.

## Tesserati celebri
- Mihovil Radja

## Palmarès

### Trofei nazionali
- Campionati croati: 27 (record)
1981, 1991-92, 1992-93, 1994-95, 1995-96, 1996-97, 1998-99, 1999-00, 2002-03, 2003-04, 2004-05, 2005-06, 2006-07, 2007-08, 2008-09, 2009-10, 2010-11, 2011-12, 2012-13, 2013-14, 2014-15, 2015-16, 2016-17, 2017-18, 2018-19, 2020-21, 2021-22

- Coppe di Croazia: 18 (record)
1993, 1996, 1998, 1999, 2000, 2004, 2005, 2007, 2008, 2009, 2010, 2011, 2012, 2013, 2014, 2016, 2021, 2022

- Campionati jugoslavi: 11 (record)
1962, 1963, 1964, 1965, 1966, 1967, 1970, 1971, 1972, 1973, 1989

- Coppe di Jugoslavia: 9 (record)
1964, 1968, 1969, 1970, 1972, 1976, 1982, 1984, 1989

### Trofei internazionali
- Regional Rugby Championship: 10 (record)
2007-08, 2008-09, 2009-10, 2010-11, 2011-12, 2012-13, 2013-14, 2016-17, 2017-18, 2021-22

- Interliga Rugby: 2 (record)
2003-04, 2006-07